# Venere Pizzinato-Papo
Venere Pizzinato-Papo (23 de novembro de 1896 – 2 de agosto de 2011) foi uma supercentenária italiana que no momento da morte aos 114 anos e 252 dias, era a pessoa viva mais velha da Itália, a pessoa viva mais velha da Europa e a terceira pessoa viva mais velha do mundo (depois de Besse Cooper e Chiyono Hasegawa). Ela também era a pessoa mais velha nascida no Império Austro-Húngaro. No momento da sua morte, ela era a italiana mais velha de todos os tempos, um título que ocupou até 13 de dezembro de 2011, quando ela foi superada por Dina Manfredini.

## Biografia
Ela nasceu em 23 de novembro de 1896 em Ala, Trentino, então parte do Império Austro-Húngaro. Em 1902, sua família mudou-se para Verona, onde ela tinham parentes. Em 1903, sua família voltou para Trentino e Pizzinato frequentou um internato em Trento. A Primeira Guerra Mundial forçou Pizzinato refugiar-se em Bazzano, Bologna. Após a guerra, ela voltou para Milão, onde conheceu seu futuro marido, Isidoro Papo. Durante o início da Segunda Guerra Mundial, em 1939, o casal se mudou para Nice, na França, para escapar do regime fascista de Benito Mussolini. Eles se casaram na França, e depois da guerra, eles voltaram para Milão. Após a aposentadoria em 1964, o casal mudou-se para Verona, onde finalmente se estabeleceram. Seu marido morreu em 1981. O casal não teve filhos. 
Em 23 de novembro de 2010, Pizzinato foi visitada pelo presidente da Itália, Giorgio Napolitano, que escreveu-lhe uma carta com as palavras, "Nesta ocasião feliz e especial que eu gostaria de enviar, em nome de todos os italianos, sinceros parabéns e bons desejos de serenidade com seus entes queridos e as pessoas em torno da comunidade de Saint Catherine em Verona".
Venere morreu em 2 de agosto de 2011 aos 114 anos e 252 dias em uma casa de aposentadoria em Verona.